# Tears in the Morning
"Tears in the Morning" is een nummer van de Amerikaanse band The Beach Boys. Het nummer verscheen op hun album Sunflower uit 1970. Op 12 oktober van dat jaar werd het nummer uitgebracht als de derde single van het album.

## Achtergrond
"Tears in the Morning" is geschreven door bandlid Bruce Johnston, die tevens de zang op zijn rekening neemt op het nummer, en geproduceerd door de gehele band. "It's About Time" stond op de B-kant van de single. Opvallend genoeg werd het alleen een hit in Nederland en België. Het kwam tot de zesde plaats in de Nederlandse Top 40 en de vierde plaats in de Hilversum 3 Top 30. Daarnaast behaalde het in Vlaanderen de veertiende plaats in de BRT Top 30, terwijl het in de Waalse Ultratop 50 een week genoteerd stond op plaats 46. De Belgische popgroep The Radios coverden het nummer voor hun debuutalbum No Television uit 1990 en behaalden hiermee de vijftiende plaats in de Vlaamse hitlijsten.

## Hitnoteringen

### Nederlandse Top 40
| Hitnotering: 05-12-1970 t/m 30-01-1971 | Hitnotering: 05-12-1970 t/m 30-01-1971 | Hitnotering: 05-12-1970 t/m 30-01-1971 | Hitnotering: 05-12-1970 t/m 30-01-1971 | Hitnotering: 05-12-1970 t/m 30-01-1971 | Hitnotering: 05-12-1970 t/m 30-01-1971 | Hitnotering: 05-12-1970 t/m 30-01-1971 | Hitnotering: 05-12-1970 t/m 30-01-1971 | Hitnotering: 05-12-1970 t/m 30-01-1971 | Hitnotering: 05-12-1970 t/m 30-01-1971 | Hitnotering: 05-12-1970 t/m 30-01-1971 |
| Week                                   | 1                                      | 2                                      | 3                                      | 4                                      | 5                                      | 6                                      | 7                                      | 8                                      | 9                                      |                                        |
| -------------------------------------- | -------------------------------------- | -------------------------------------- | -------------------------------------- | -------------------------------------- | -------------------------------------- | -------------------------------------- | -------------------------------------- | -------------------------------------- | -------------------------------------- | -------------------------------------- |
| Positie                                | 22                                     | 13                                     | 12                                     | 12                                     | 7                                      | 6                                      | 8                                      | 12                                     | 23                                     | uit                                    |

### Hilversum 3 Top 30
| Hitnotering: 05-12-1970 t/m 30-01-1971 | Hitnotering: 05-12-1970 t/m 30-01-1971 | Hitnotering: 05-12-1970 t/m 30-01-1971 | Hitnotering: 05-12-1970 t/m 30-01-1971 | Hitnotering: 05-12-1970 t/m 30-01-1971 | Hitnotering: 05-12-1970 t/m 30-01-1971 | Hitnotering: 05-12-1970 t/m 30-01-1971 | Hitnotering: 05-12-1970 t/m 30-01-1971 | Hitnotering: 05-12-1970 t/m 30-01-1971 | Hitnotering: 05-12-1970 t/m 30-01-1971 | Hitnotering: 05-12-1970 t/m 30-01-1971 |
| Week                                   | 1                                      | 2                                      | 3                                      | 4                                      | 5                                      | 6                                      | 7                                      | 8                                      | 9                                      |                                        |
| -------------------------------------- | -------------------------------------- | -------------------------------------- | -------------------------------------- | -------------------------------------- | -------------------------------------- | -------------------------------------- | -------------------------------------- | -------------------------------------- | -------------------------------------- | -------------------------------------- |
| Positie                                | 24                                     | 13                                     | 10                                     | 4                                      | 6                                      | 5                                      | 10                                     | 18                                     | 18                                     | uit                                    |

### NPO Radio 2 Top 2000
| Nummer met noteringen in de NPO Radio 2 Top 2000 | '99 | '00 | '01 | '02 | '03 | '04 | '05 | '06 | '07 | '08 | '09 | '10 | '11 | '12  | '13  | '14 | '15  | '16  | '17  | '18  | '19  | '20  | '21  |
| ------------------------------------------------ | --- | --- | --- | --- | --- | --- | --- | --- | --- | --- | --- | --- | --- | ---- | ---- | --- | ---- | ---- | ---- | ---- | ---- | ---- | ---- |
| Tears in the Morning                             | 453 | 470 | 406 | 508 | 448 | 578 | 607 | 789 | 775 | 629 | 632 | 618 | 768 | 1433 | 1048 | 997 | 1334 | 1184 | 1101 | 1749 | 1906 | 1897 | 1920 |

1. ↑  Een vetgedrukt getal geeft de hoogste notering aan.
2. ↑  Deze tabel is bijgewerkt tot en met de laatste editie (2024).